# Bouconville-Vauclair
Bouconville-Vauclair település Franciaországban, Aisne megyében. Lakosainak száma 184 fő (2022. január 1.). Bouconville-Vauclair Arrancy, Chermizy-Ailles, Corbeny, Craonne, Craonnelle, Oulches-la-Vallée-Foulon, Ployart-et-Vaurseine és Sainte-Croix községekkel határos.

## Népesség
A település népességének változása:
| Lakosok száma | 196  | 184  | 170  | 157  | 207  | 192  | 187  | 191  | 188  | 184  |
|               | 1968 | 1982 | 1990 | 2006 | 2013 | 2015 | 2017 | 2019 | 2020 | 2022 |